# Superman vs. Muhammad Ali
Superman vs. Muhammad Ali est un comic book grand format publié par DC Comics en 1978. Long de 72 pages, il présente Superman associé au champion de boxe Mohamed Ali pour empêcher une invasion extraterrestre de la Terre. Il est basé sur une histoire de Dennis O'Neil adaptée et dessinée par Neal Adams, avec des encrages de Dick Giordano pour les personnages et Terry Austin pour les arrière-plans.
L'album est paru en France en 1978 sous le nom Superman vs. Cassius Clay, avec les mots « Mohammed Ali » en petits caractères en dessous.

## Retirages de 2010
En décembre 2009, DC Comics a annoncé la sortie de deux retirages reliés de Superman vs. Muhammad Ali à l'automne 2010. La première reprend l'album original au format d'origine, tandis que l'édition de luxe propose une nouvelle couverture de Neal Adams et des dessins supplémentaires datant de la première publication.

## Résumé
Rat'Lar, le chef maniaque d'une espèce extraterrestre appelée les Scrubbs, demande que le plus grand champion terrestre combatte le plus grand champion scrubb. Si la Terre refuse, elle sera détruite par la flotte spatiale extraterrestre. Superman et Mohamed Ali se portent tous les deux volontaires. Ali montre que Superman n'est pas vraiment Terrien et que ses super-pouvoirs lui donnent un injuste avantage. Dans son phrasé caractéristique, il se proclame alors comme étant le plus grand champion terrien, donc comme le choix évident.
Rat'Lar décide alors que Superman et Ali devront s'affronter pour déterminer qui est le vrai champion de la Terre. Pour que le combat soit égal, il devra avoir lieu sur sa propre planète, Bodace, qui tourne autour d'un soleil rouge (qui prive temporairement Superman de ses pouvoirs). Les deux champions décident qu'Ali entraînera Superman à la boxe. Ils se rendent dans la Forteresse de la Solitude, où Superman peut suspendre ses pouvoirs.
Le match Superman vs. Mohamed Ali est retransmis par télévision intergalactique vers des milliers d'autres mondes (l'ami de Superman Jimmy Olsen est le présentateur). Au cours du combat, il apparaît qu'à force à peu-près égale, Ali est un meilleur boxeur. Superman prend une raclée, mais refuse d'abandonner, jusqu'à ce qu'Ali demande un KO technique. Superman s'effondre alors sur le ring.
Couronné champion de la Terre, Ali doit affronter le champion scrubb, l'énorme Hun'Ya. Le chef des extraterrestres lui demande de prédire à quel round va se terminer le combat (ce qu'Ali était connu pour faire.) Ali finit par prédire qu'il mettra Hun-Ya KO au quatrième round.
Pendant ce temps, grâce à ses super-pouvoirs, Superman s'est rapidement remis. Déguisé en Drew Bundini Brown (en), l'entraîneur d'Ali, il se glisse dans le vaisseau-amiral des Scrubb et sabote les commandes de leur flotte spatiale. Il est cependant durement touché dans l'affrontement qui suit et part à la dérive dans l'espace.
Miraculeusement, Ali résiste aux trois premiers rounds et connait un léger mieux. Au quatrième round, il assomme le champion extraterrestre et l'éjecte du ring. Mais après avoir découvert les actions de Superman, Rat'Lar crie à la traîtrise et décide d'envahir quand même la Terre. C'est alors que Hun'Ya, furieux de ses méthodes déloyales, le renverse. La Terre est sauvée.
Superman est retrouvé et soigné. Hun-ya, nouveau chef des Scrubbs, conclut la paix avec Ali, Superman et la Terre. Tout à la fin de l'histoire, Ali révèle à Superman qu'il a découvert son identité secrète de Clark Kent, mais ne la révélera pas. L'album se termine par le salut des deux hommes et Ali qui déclare « Superman, NOUS sommes le plus grand ! »

## Couverture
- Voir Couverture du comic (en)

La couverture de Superman vs. Muhammad Ali s'étend sur le dos de l'album. Elle présente toute une série de célébrités américaines de la fin des années 1970, comme Frank Sinatra, Lucille Ball, Tony Orlando (en), Johnny Carson, l'équipe de la série télévisée Welcome Back, Kotter et les Jackson 5 ; on y trouve également Wonder Woman, Batman, Green Lantern et d'autres super-héros de DC Comics, ainsi que des employés de Warner Bros. et DC .
Cette couverture avait d'abord été confiée à Joe Kubert, dont la version, connue aujourd'hui par un dessin en noir-et-blanc, ne présente aucune célébrité, mais une simple foule de spectateurs excités. DC n'a pas approuvé l'allure d'Ali, ni l'ambiance un peu sinistre de la scène, et a demandé à Neal Adams de la reprendre. La couverture d'Adams, très proche de celle de Kubert, comprend Mick Jagger en bas à gauche ; celui-ci a été remplacé dans la version finale par le promoteur de boxe Don King.
En 2000, Adams a fait une reprise de cette couverture pour un numéro spécial d’ESPN The Magazine avec Ali affrontant le basketteur Michael Jordan.

### Célébrités dans la foule
Personnalités du spectacle
- The Beatles (avec Yoko Ono et Linda McCartney)
- Kirk Alyn
- Lucille Ball
- Sonny Bono
- Johnny Carson
- Cher
- Dick Clark
- William Conrad
- Phyllis Diller
- The Jackson 5
- Jerry Garcia
- James Garner
- Ron Howard
- Jack Larson
- Noel Neill
- Tony Orlando (en)
- Donny Osmond
- Marie Osmond
- Christopher Reeve (avec des lunettes)
- Wayne Rogers
- Frank Sinatra
- Raquel Welch
- Wolfman Jack
- Peter Falk (en Columbo)
- Andy Warhol
- Woody Allen
- John Wayne (avec une moustache)
- Wally Wood

Personnalités politiques
- Gerald Ford
- Jimmy Carter
- Betty Ford
- Rosalynn Carter

Personnalités du sport
- Pelé
- Don King
- Joe Namath

Littérature
- Kurt Vonnegut

Employés de DC Comics et personnalités des comics
- Neal Adams
- Terry Austin
- Cary Bates (en)
- William Gaines
- Mike Gold (en)
- Jenette Kahn
- Gil Kane
- Paul Levitz
- Dennis O'Neil
- Joe Orlando
- Julius Schwartz
- Joe Shuster
- Jerry Siegel
- Bob Wiacek

Personnages de DC et de Mad Magazine
- Barry Allen (Flash)
- Batman
- Plastic Man
- Hal Jordan (Green Lantern)
- Clark Kent
- Lois Lane
- Lex Luthor
- Alfred E. Neuman
- Jimmy Olsen
- Diana Prince (Wonder Woman)
- Oliver Queen (Green Arrow)
- Ray Palmer (Atom)